# Países Baixos no Festival Eurovisão da Canção
Os Países Baixos são um dos países participantes do Festival Eurovisão da Canção, sendo um dos sete países que competiram no primeiro Festival Eurovisão da Canção de 1956. A decorrer desde então, o país só não participou de quatro competições.
Ao longo dos anos, os Países Baixos têm tido sucesso variado no Festival Eurovisão da Canção. Venceram por quatro vezes o festival. Sua primeira vitória ocorreu em 1957, com a canção "Net als toen" de Corry Brokken. Dois anos depois, em 1959, o país venceu novamente com "Een beetje" de Teddy Scholten. Em 1969, os Países Baixos obtiveram a vitória graças à canção "De troubadour" de Lenny Kuhr, apesar desta vitória ter sido compartilhada com outros três países. Em 1975, o grupo Teach-In triunfou com "Ding-a-dong", naquela que seria a última vitória neerlandesa até 2019, quando Duncan Laurence encerrou uma seca de 44 anos para o país com "Arcade".
Os Países Baixos terminaram por duas vezes em último lugar com zero pontos. Em 1962, com De Spelbrekers e em 1963 com Annie Palmen.

## Galeria

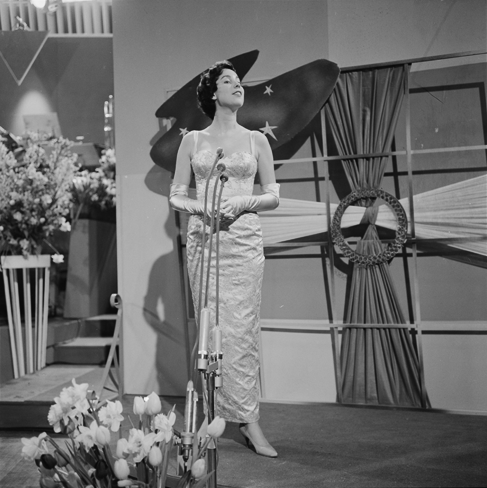
Corry Brokken em Hilversum (1958)
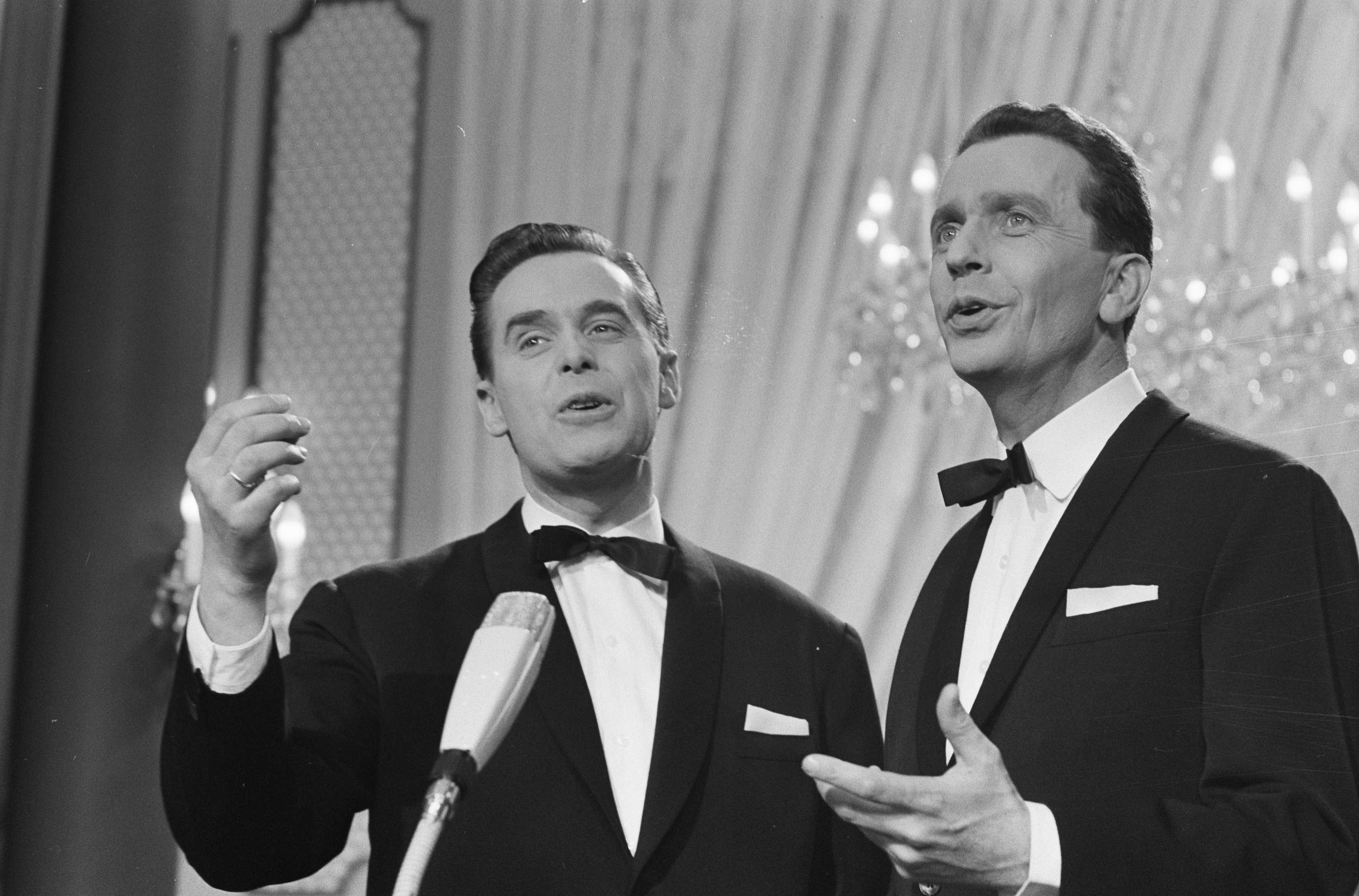
De Spelbrekers em Luxemburgo (1962)
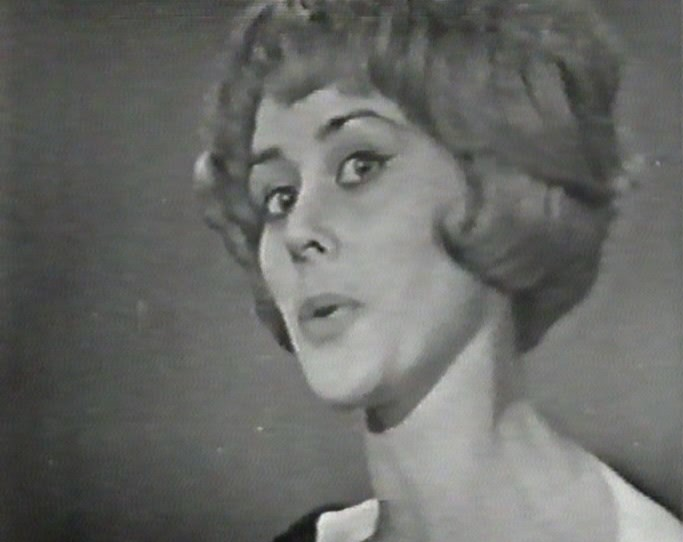
Conny Vandenbos em Nápoles (1965)
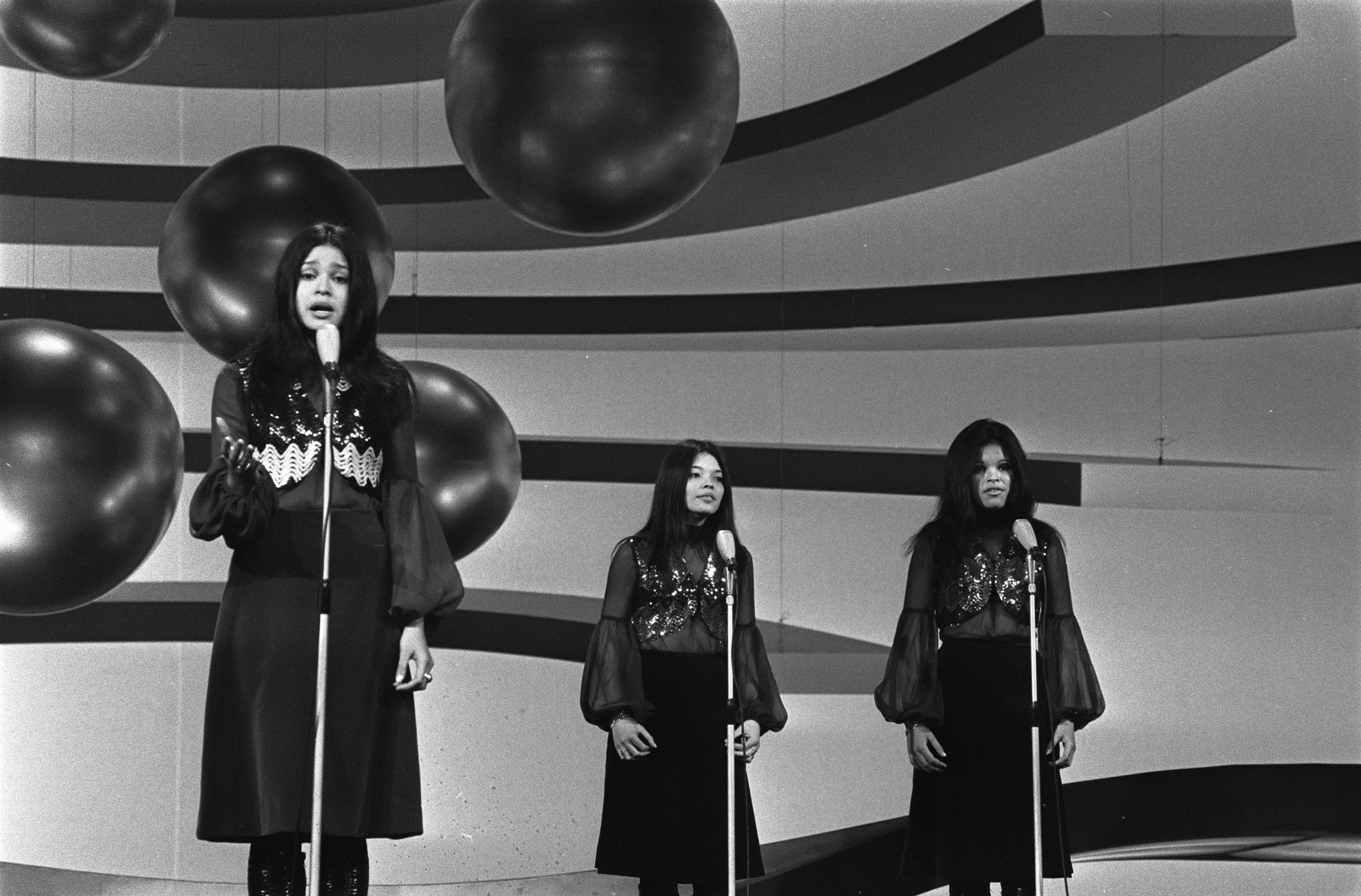
Hearts Of Soul em Amsterdão (1970)
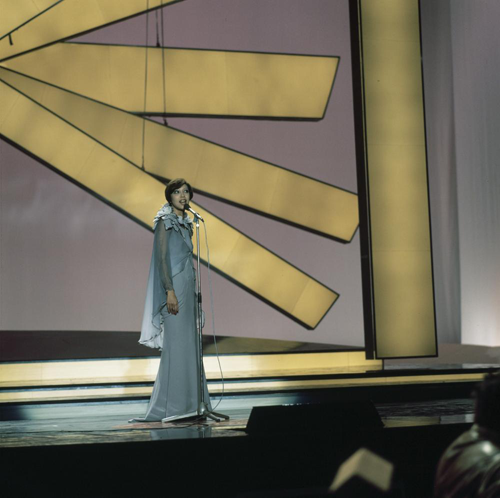
Sandra Reemer em Haia (1976)
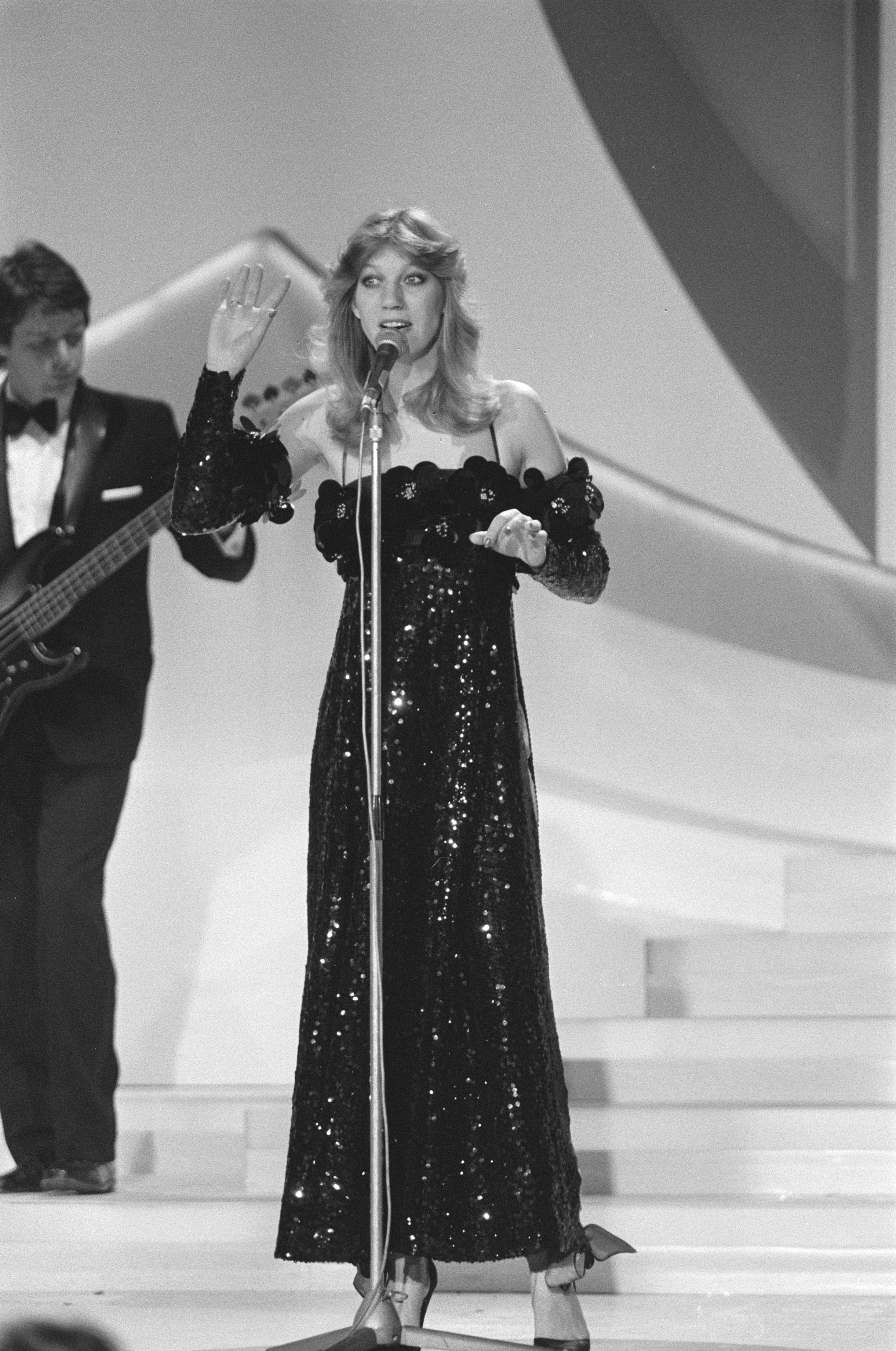
Maggie MacNeal em Haia (1980)
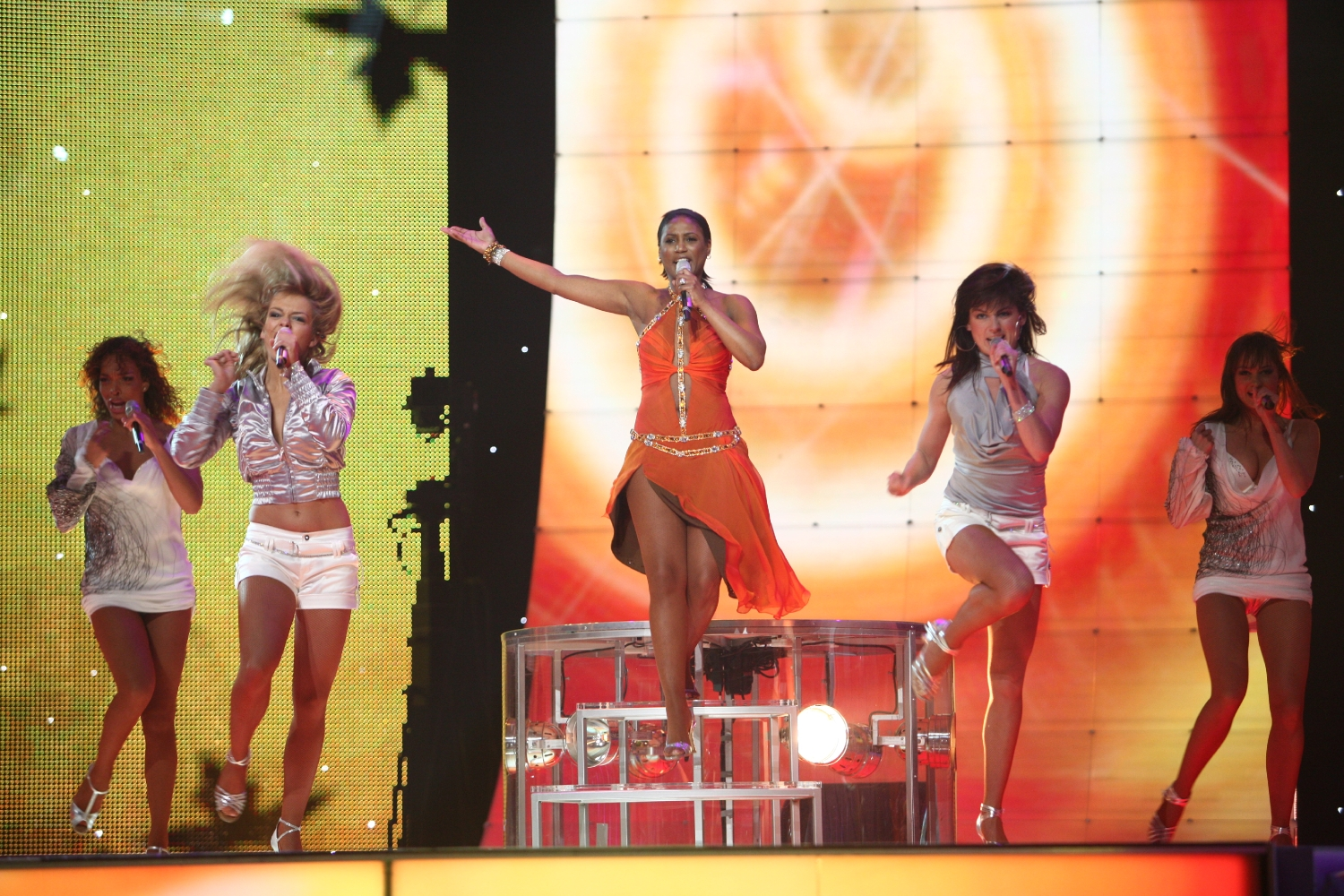
Edsilia Rombley em Helsínquia (2007)
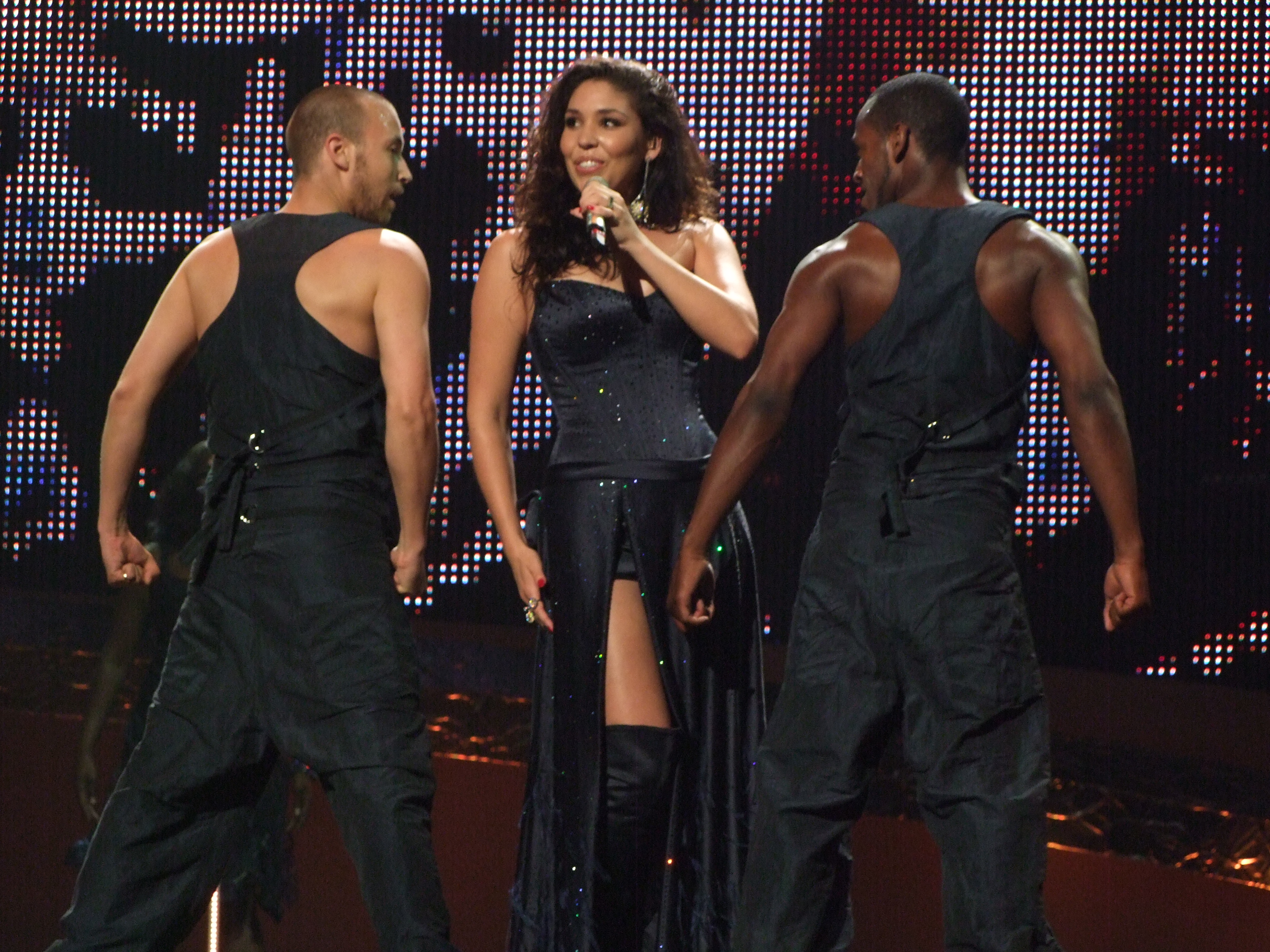
Hind em Belgrado (2008)
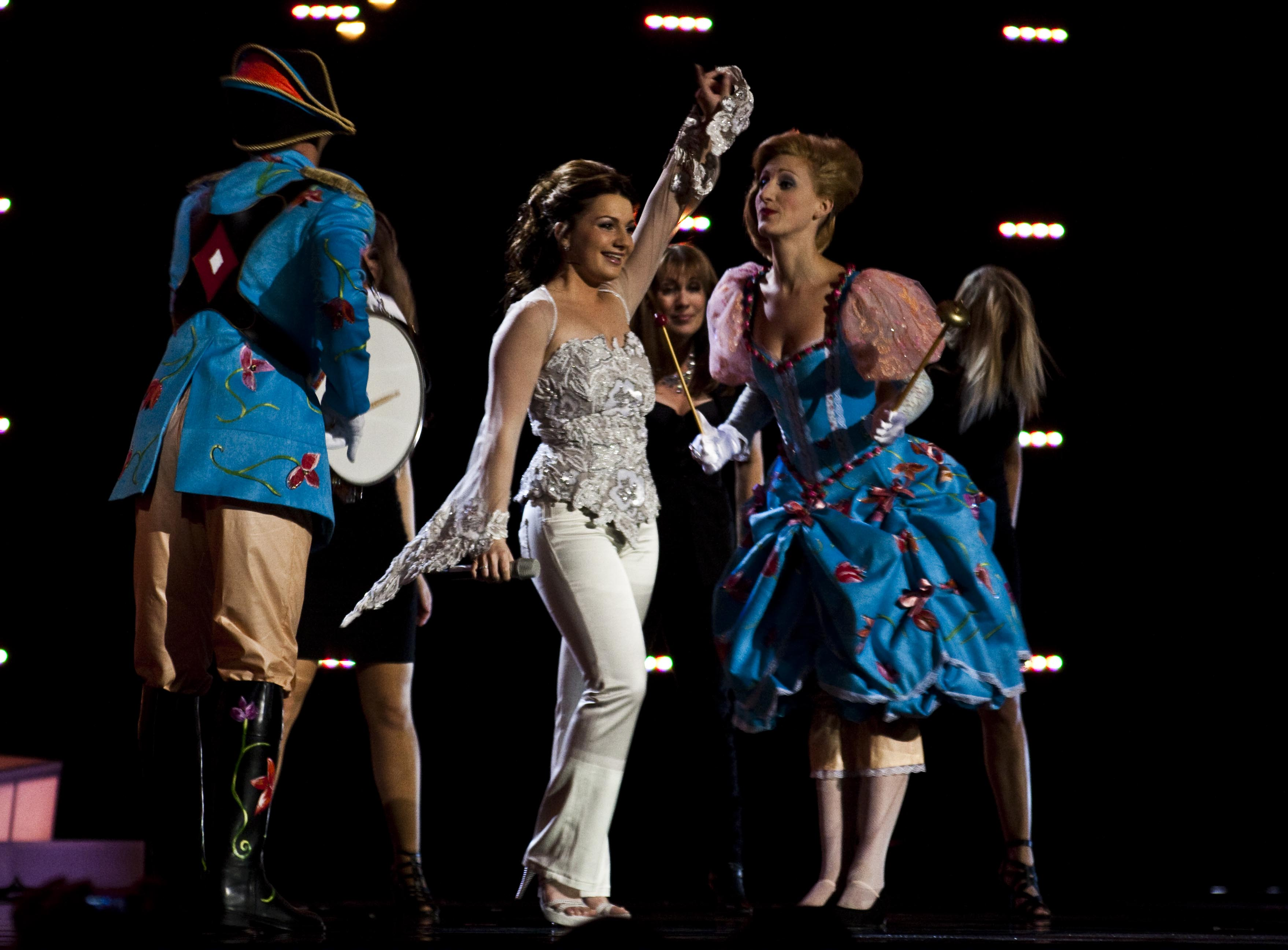
Sieneke em Oslo (2010)
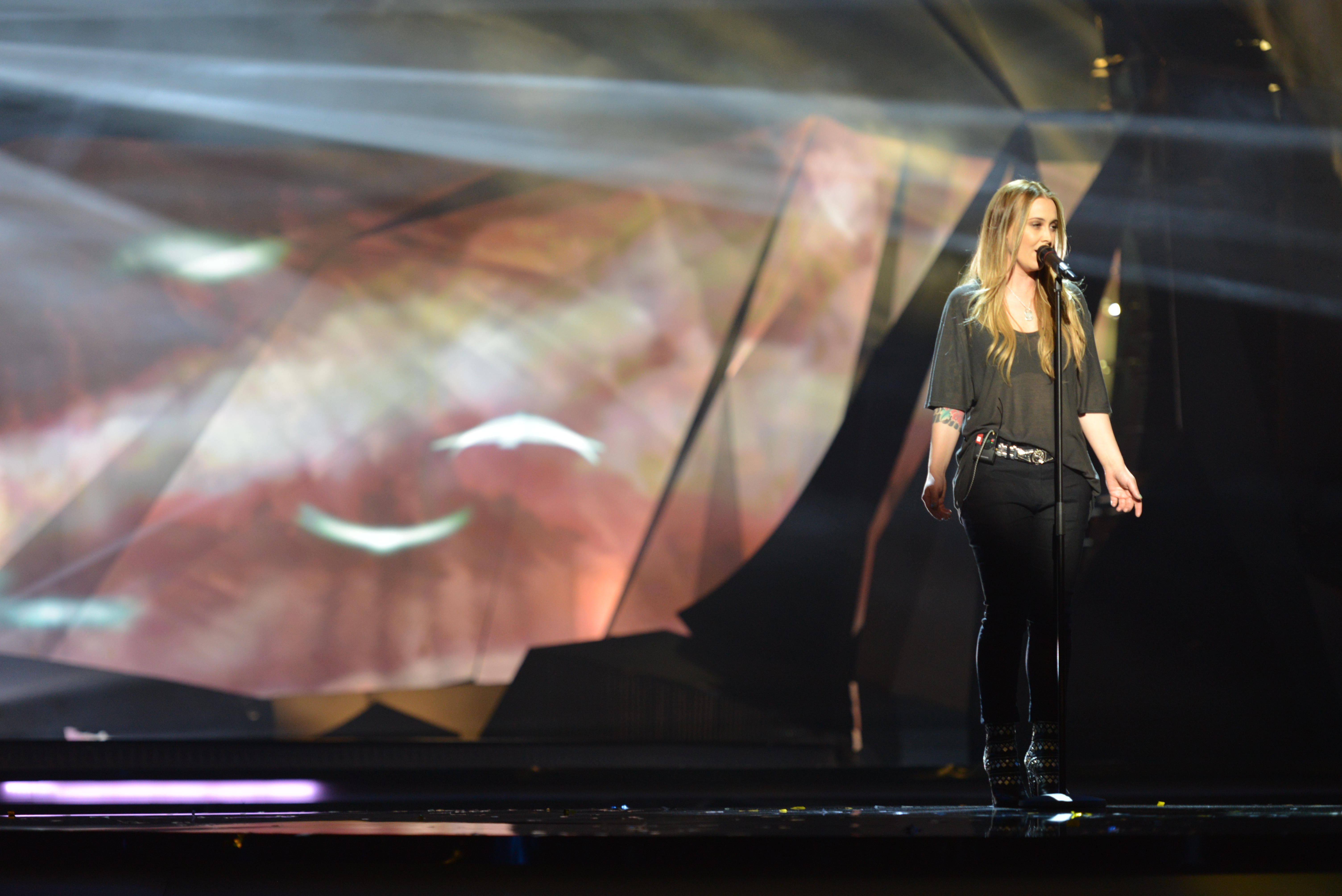
Anouk em Malmö (2013)
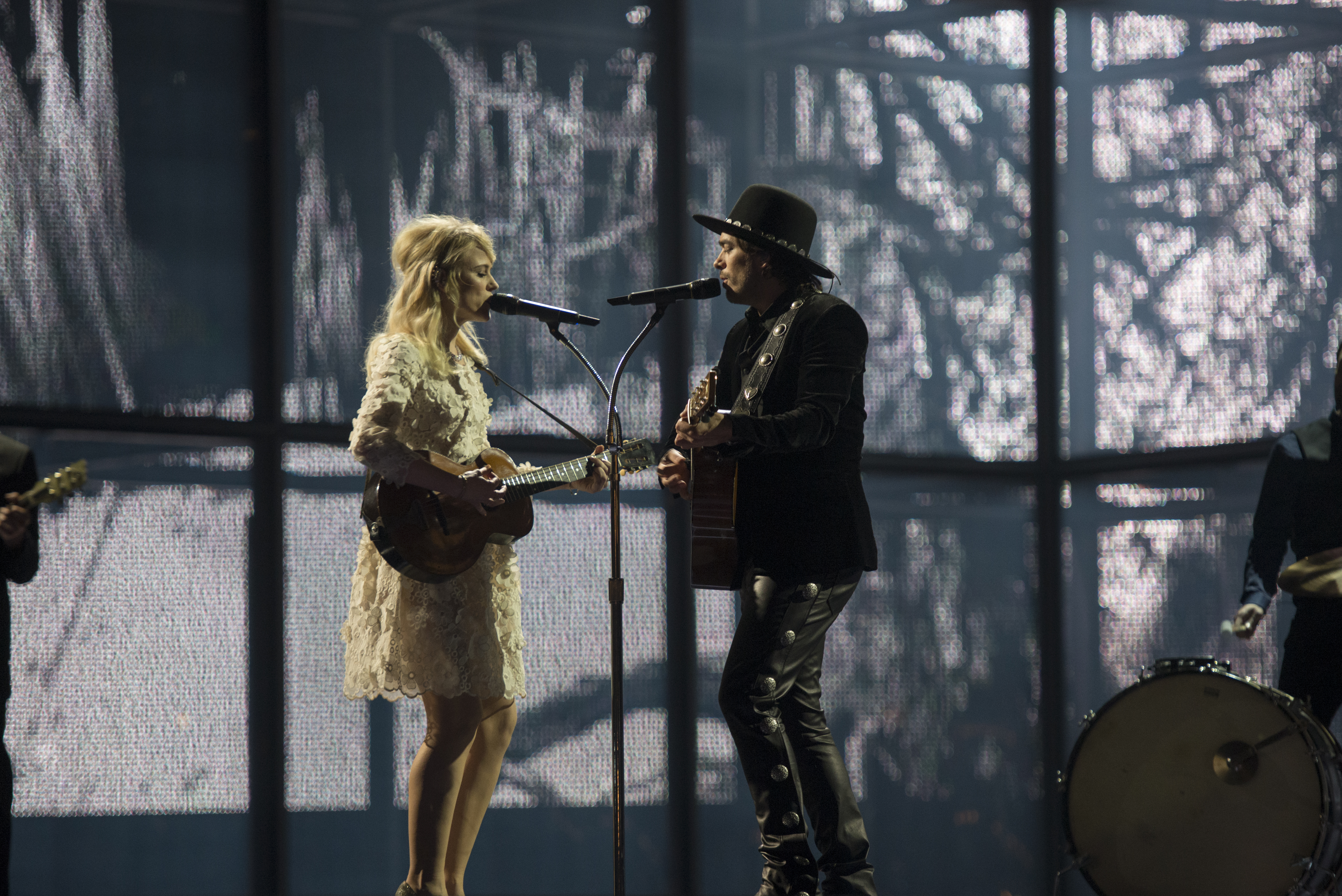
The Common Linnets em Copenhaga (2014)
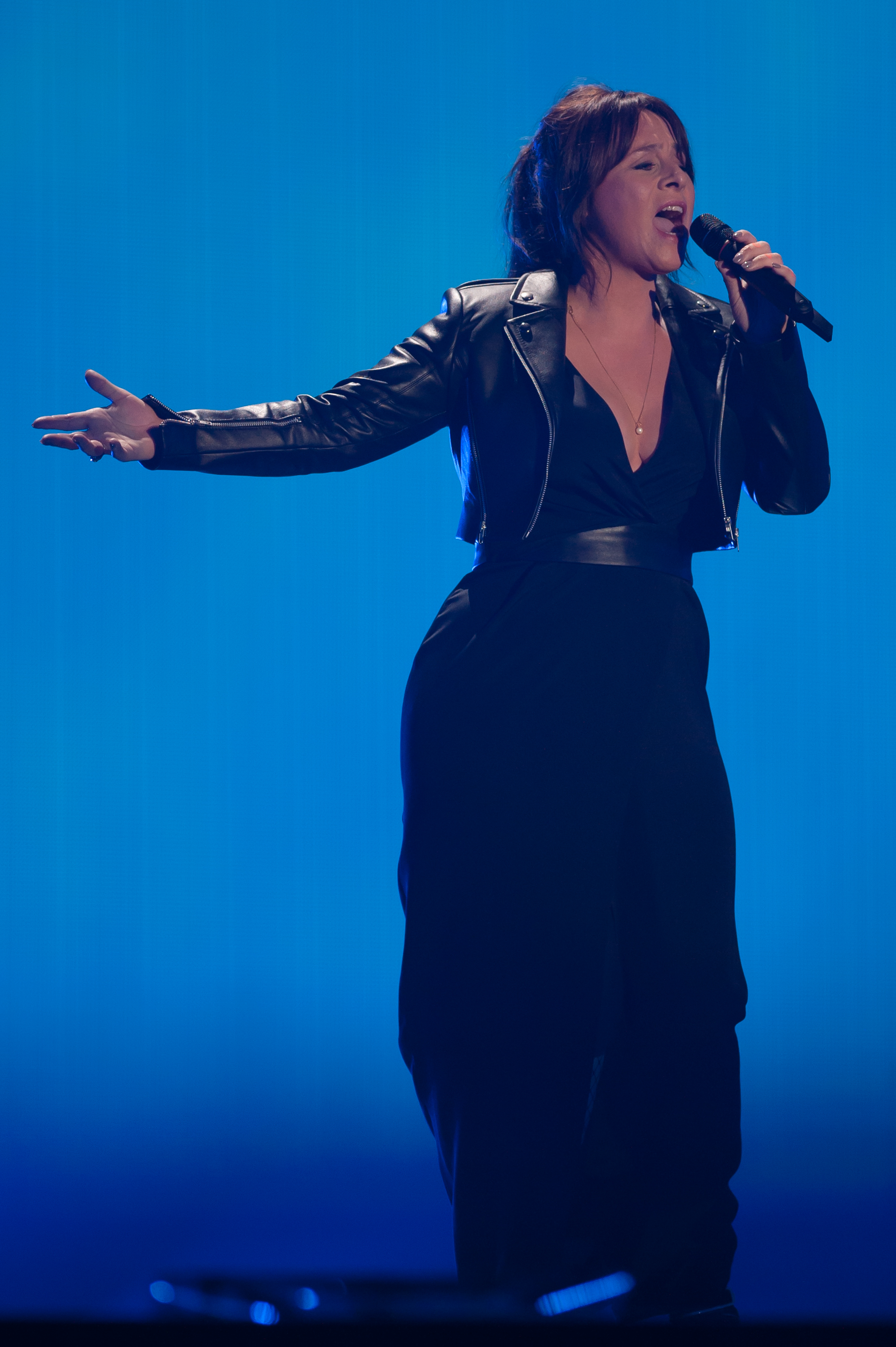
Trijntje Oosterhuis em Viena (2015)
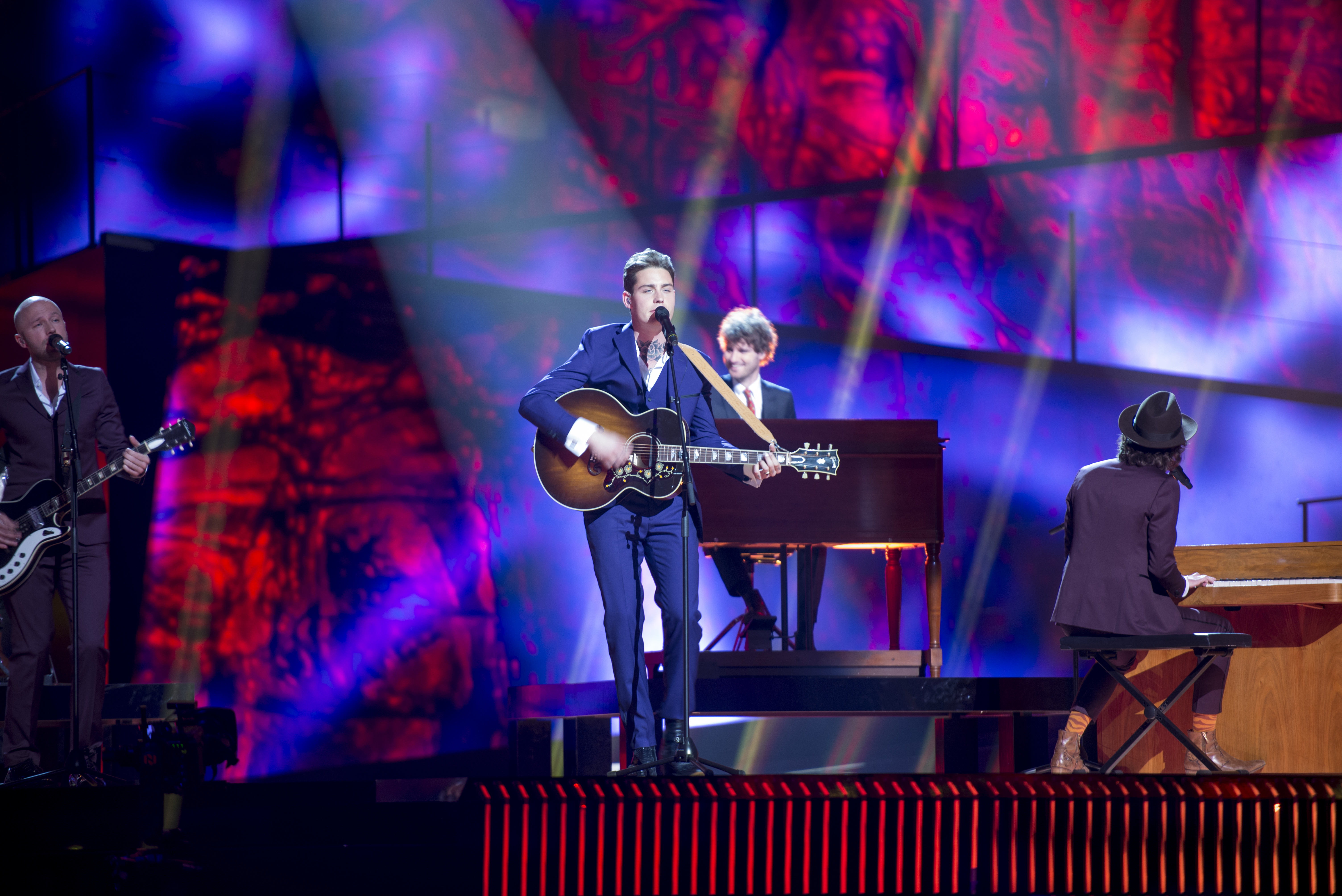
Douwe Bob em Estocolmo (2016)
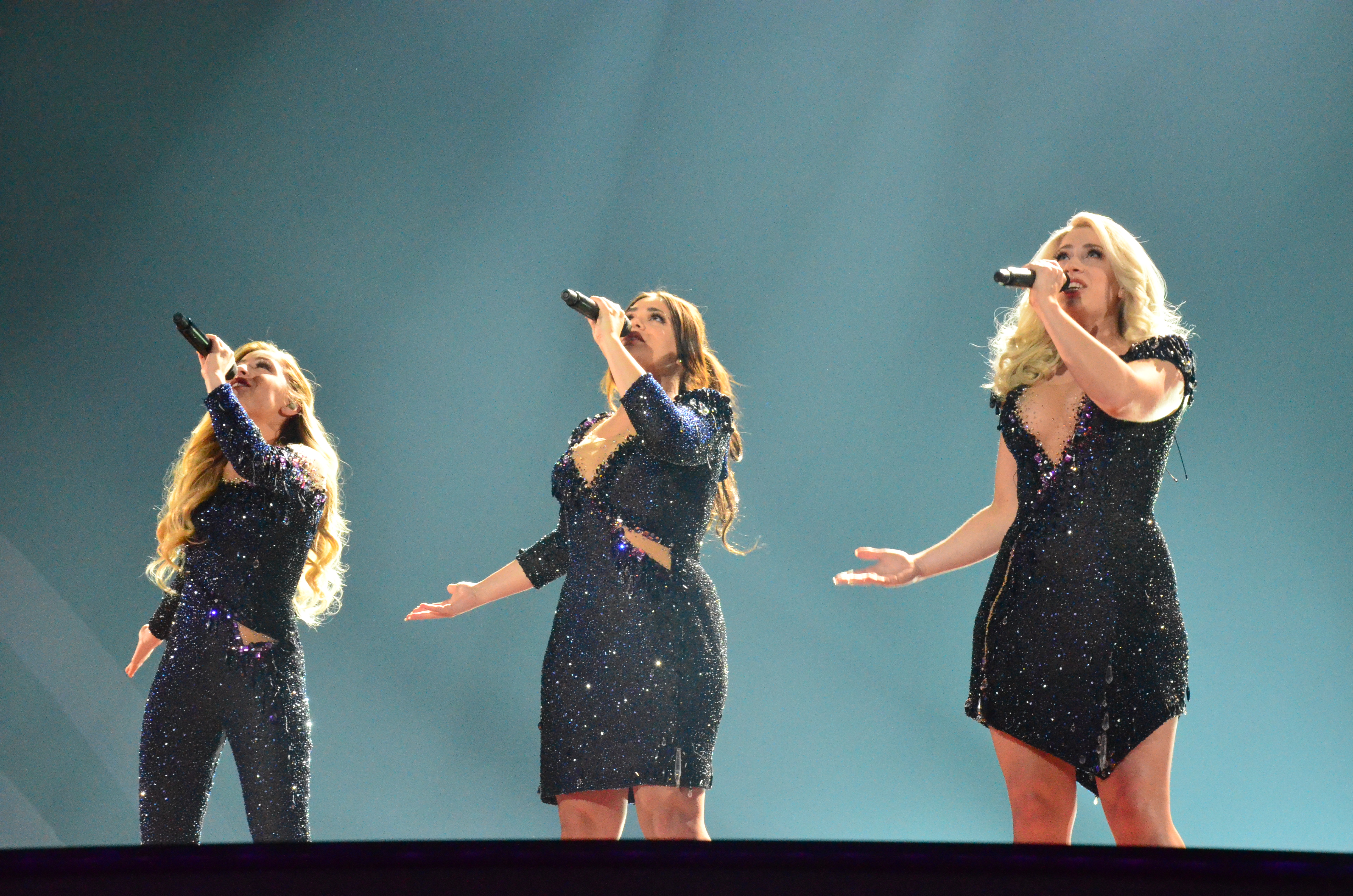
O'G3NE em Kiev (2017)
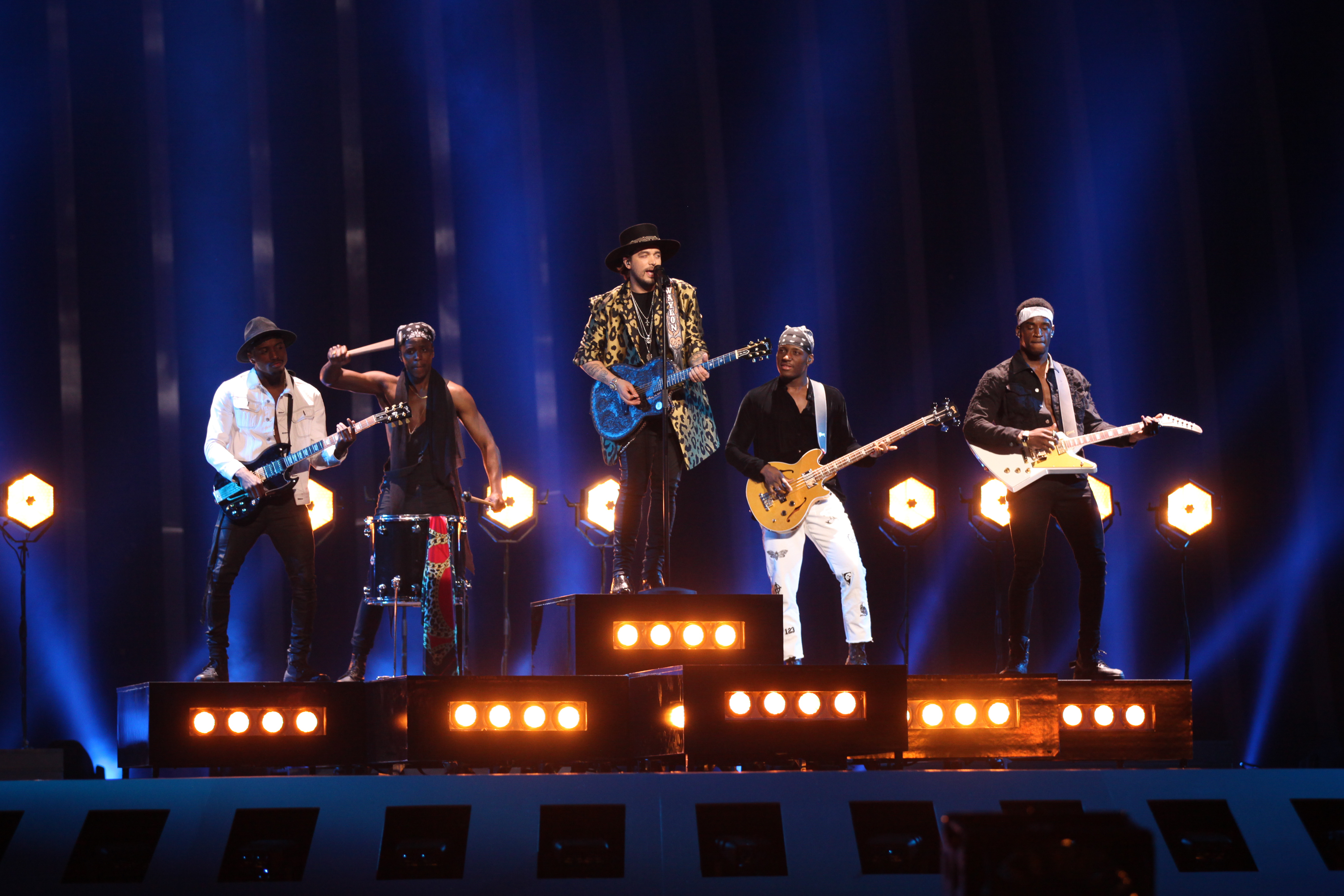
Waylon em Lisboa (2018)
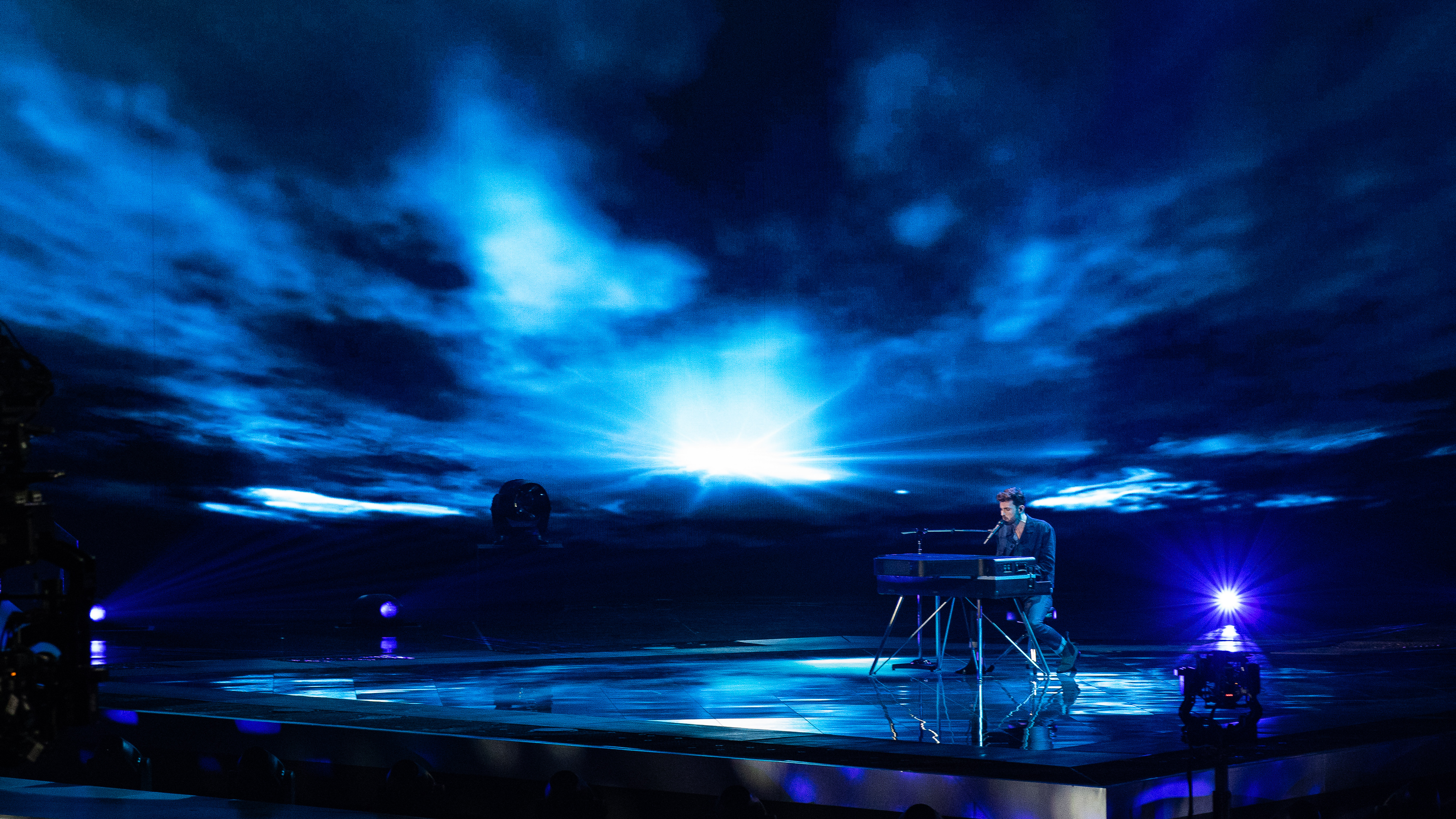
Duncan Laurence em Tel Aviv (2019)

## Participações
Legenda
     Vencedor
     2.º lugar
     3.º lugar
     Pontuação Nula ("Null Points")/Último Lugar
     Melhor classificação (fora do top 3)
     Qualificação para a final (fora do top 3)
     País-anfitrião
     Desclassificado
| #   | Ano             | Artista                   | Canção                                                         | Língua                | Final                    | Pontos                   | Semi                        | Pontos                      |
| --- | --------------- | ------------------------- | -------------------------------------------------------------- | --------------------- | ------------------------ | ------------------------ | --------------------------- | --------------------------- |
| 1º  | Lugano 1956     | Jetty Paerl               | "De Vogels Van Holland" Os pássaros da Holanda                 | Holandês              | (a)                      | (a)                      | Sem semi-finais             | Sem semi-finais             |
| 1º  | Lugano 1956     | Corry Brokken             | "Voorgoed Voorbij" Acabou para sempre                          | Holandês              | (a)                      | (a)                      | Sem semi-finais             | Sem semi-finais             |
| 2º  | Frankfurt 1957  | Corry Brokken             | "Net als toen" Tal como então                                  | Holandês              | 1º                       | 31                       | Sem semi-finais             | Sem semi-finais             |
| 3º  | Hilversum 1958  | Corry Brokken             | "Heel de wereld" Todo o Mundo                                  | Holandês              | 9º                       | 1                        | Sem semi-finais             | Sem semi-finais             |
| 4º  | Cannes 1959     | Teddy Scholten            | "Een beetje" Um pouco                                          | Holandês              | 1º                       | 21                       | Sem semi-finais             | Sem semi-finais             |
| 5º  | Londres 1960    | Rudi Carrell              | "Wat een geluk" Que Sorte                                      | Holandês              | 12º                      | 2                        | Sem semi-finais             | Sem semi-finais             |
| 6º  | Cannes 1961     | Greetje Kauffeld          | "Wat een dag" Mas Que Dia                                      | Holandês              | 10º                      | 6                        | Sem semi-finais             | Sem semi-finais             |
| 7º  | Luxemburgo 1962 | De Spelbrekers            | "Katinka"                                                      | Holandês              | 13º                      | 0                        | Sem semi-finais             | Sem semi-finais             |
| 8º  | Londres 1963    | Annie Palmen              | "Een speeldoos" Caixa musical                                  | Holandês              | 13º                      | 0                        | Sem semi-finais             | Sem semi-finais             |
| 9º  | Copenhaga 1964  | Anneke Grönloh            | "Jij bent mijn leven" Tu és a minha vida                       | Holandês              | 10º                      | 2                        | Sem semi-finais             | Sem semi-finais             |
| 10º | Nápoles 1965    | Conny Vandenbos           | "Het Is Genoeg" Basta                                          | Holandês              | 11º                      | 5                        | Sem semi-finais             | Sem semi-finais             |
| 11º | Luxemburgo 1966 | Milly Scott               | "Fernando en Filippo" Fernando e Filippo                       | Holandês              | 15º                      | 2                        | Sem semi-finais             | Sem semi-finais             |
| 12º | Viena 1967      | Thérèse Steinmetz         | "Ring-dinge-ding"                                              | Holandês              | 14º                      | 2                        | Sem semi-finais             | Sem semi-finais             |
| 13º | Londres 1968    | Ronnie Tober              | "Morgen" Amanhã                                                | Holandês              | 16º                      | 1                        | Sem semi-finais             | Sem semi-finais             |
| 14º | Madrid 1969     | Lenny Kuhr                | "De troubadour" O trovador                                     | Holandês              | 1º                       | 18                       | Sem semi-finais             | Sem semi-finais             |
| 15º | Amesterdão 1970 | Hearts of Soul            | "Waterman" Aquário                                             | Holandês              | 7º                       | 7                        | Sem semi-finais             | Sem semi-finais             |
| 16º | Dublin 1971     | Saskia & Serge            | "Tijd" Tempo                                                   | Holandês              | 6º                       | 85                       | Sem semi-finais             | Sem semi-finais             |
| 17º | Edinburgo 1972  | Sandra & Andres           | "Als 't Om De Liefde Gaat" Quando tudo sobre amor              | Holandês              | 4º                       | 106                      | Sem semi-finais             | Sem semi-finais             |
| 18º | Luxemburgo 1973 | Ben Cramer                | "De oude muzikant" O velho músico                              | Holandês              | 14º                      | 69                       | Sem semi-finais             | Sem semi-finais             |
| 19º | Brighton 1974   | Mouth & MacNeal           | "I See A Star" Eu vejo uma estrela                             | Inglês                | 3º                       | 15                       | Sem semi-finais             | Sem semi-finais             |
| 20º | Estocolmo 1975  | Teach-In                  | "Ding-a-dong"                                                  | Inglês                | 1º                       | 152                      | Sem semi-finais             | Sem semi-finais             |
| 21º | Haia 1976       | Sandra Reemer             | "The Party's Over" A Festa acabou                              | Inglês                | 9º                       | 56                       | Sem semi-finais             | Sem semi-finais             |
| 22º | Londres 1977    | Heddy Lester              | "De mallemolen" O carrosel                                     | Holandês              | 12º                      | 35                       | Sem semi-finais             | Sem semi-finais             |
| 23º | Paris 1978      | Harmony                   | "'t Is OK" Está bem                                            | Holandês              | 13º                      | 37                       | Sem semi-finais             | Sem semi-finais             |
| 24º | Jerusalém 1979  | Xandra                    | "Colorado"                                                     | Holandês              | 12º                      | 51                       | Sem semi-finais             | Sem semi-finais             |
| 25º | Haia 1980       | Maggie MacNeal            | "Amsterdam" Amsterdão                                          | Holandês              | 5º                       | 93                       | Sem semi-finais             | Sem semi-finais             |
| 26º | Dublin 1981     | Linda Williams            | "Het is een wonder" É um milagre                               | Holandês              | 9º                       | 51                       | Sem semi-finais             | Sem semi-finais             |
| 27º | Harrogate 1982  | Bill van Dijk             | "Jij en ik" Tu e eu                                            | Holandês              | 16º                      | 8                        | Sem semi-finais             | Sem semi-finais             |
| 28º | Munique 1983    | Bernadette                | "Sing Me a Song" Canta-me uma canção                           | Holandês & Inglês     | 7º                       | 66                       | Sem semi-finais             | Sem semi-finais             |
| 29º | Luxemburgo 1984 | Maribelle                 | "Ik hou van jou" Amo-te                                        | Holandês              | 13º                      | 34                       | Sem semi-finais             | Sem semi-finais             |
|     | Gotemburgo 1985 | Não participou            | Não participou                                                 | Não participou        | Não participou           | Não participou           | Sem semi-finais             | Sem semi-finais             |
| 30º | Bergen 1986     | Frizzle Sizzle            | "Alles heeft ritme" Tudo tem ritmo                             | Holandês              | 13º                      | 40                       | Sem semi-finais             | Sem semi-finais             |
| 31º | Bruxelas 1987   | Marcha                    | "Rechtop in de wind" Firme no vento                            | Holandês              | 5º                       | 83                       | Sem semi-finais             | Sem semi-finais             |
| 32º | Dublin 1988     | Gerard Joling             | "Shangri-La"                                                   | Holandês              | 9º                       | 70                       | Sem semi-finais             | Sem semi-finais             |
| 33º | Lausanne 1989   | Justine Pelmelay          | "Blijf zoals je bent" Continua a ser como és                   | Holandês              | 15º                      | 45                       | Sem semi-finais             | Sem semi-finais             |
| 34º | Zagreb 1990     | Maywood                   | "Ik wil alles met je delen" Eu quero compartilhar tudo contigo | Holandês              | 15º                      | 25                       | Sem semi-finais             | Sem semi-finais             |
|     | Roma 1991       | Não participou            | Não participou                                                 | Não participou        | Não participou           | Não participou           | Sem semi-finais             | Sem semi-finais             |
| 35º | Malmö 1992      | Humphrey Campbell         | "Wijs me de weg" Mostra-me o caminho                           | Holandês              | 9º                       | 67                       | Sem semi-finais             | Sem semi-finais             |
| 36º | Millstreet 1993 | Ruth Jacott               | "Vrede" Paz                                                    | Holandês              | 6º                       | 92                       | Kvalifikacija za Millstreet | Kvalifikacija za Millstreet |
| 37º | Dublin 1994     | Willeke Alberti           | "Waar is de Zon?" Onde está o sol?                             | Holandês              | 23º                      | 4                        | Sem semi-finais             | Sem semi-finais             |
|     | Dublin 1995     | Não participou            | Não participou                                                 | Não participou        | Não participou           | Não participou           | Sem semi-finais             | Sem semi-finais             |
| 38º | Oslo 1996       | Maxine & Franklin Brown   | "De eerste keer" A primeira vez                                | Holandês              | 7º                       | 78                       | 9º                          | 63                          |
| 39º | Dublin 1997     | Mrs. Einstein             | "Niemand heeft nog tijd" Já ninguém tem tempo                  | Holandês              | 22º                      | 5                        | Sem semi-finais             | Sem semi-finais             |
| 40º | Birmingham 1998 | Edsilia Rombley           | "Hemel en aarde" Céu e terra                                   | Holandês              | 4º                       | 150                      | Sem semi-finais             | Sem semi-finais             |
| 41º | Jerusalém 1999  | Marlayne                  | "One Good Reason" Uma boa razão                                | Inglês                | 8º                       | 71                       | Sem semi-finais             | Sem semi-finais             |
| 42º | Estocolmo 2000  | Linda Wagenmakers         | "No Goodbyes" Sem despedidas                                   | Inglês                | 13º                      | 40                       | Sem semi-finais             | Sem semi-finais             |
| 43º | Copenhaga 2001  | Michelle                  | "Out On My Own" Sozinha                                        | Inglês                | 18º                      | 16                       | Sem semi-finais             | Sem semi-finais             |
|     | Tallinn 2002    | Não participou            | Não participou                                                 | Não participou        | Não participou           | Não participou           | Sem semi-finais             | Sem semi-finais             |
| 44º | Riga 2003       | Esther Hart               | "One More Night" Mais uma noite                                | Inglês                | 13º                      | 45                       | Sem semi-finais             | Sem semi-finais             |
| 45º | Istambul 2004   | Re-union                  | "Without You" Sem ti                                           | Inglês                | 20º                      | 11                       | 6º                          | 146                         |
| 46º | Kiev 2005       | Glennis Grace             | "My Impossible Dream" O meu sonho impossível                   | Inglês                | Não se qualificou        | Não se qualificou        | 14º                         | 53                          |
| 47º | Atenas 2006     | Treble                    | "Amambanda"                                                    | Imaginário & Inglês   | Não se qualificou        | Não se qualificou        | 20º                         | 23                          |
| 48º | Helsínquia 2007 | Edsilia Rombley           | "On Top Of The World" No topo do Mundo                         | Inglês                | Não se qualificou        | Não se qualificou        | 21º                         | 38                          |
| 49º | Belgrado 2008   | Hind                      | "Your Heart Belongs To Me" O teu coração pertence-me           | Inglês                | Não se qualificou        | Não se qualificou        | 13º                         | 27                          |
| 50º | Moscovo 2009    | De Toppers                | "Shine" Brilhar                                                | Inglês                | Não se qualificou        | Não se qualificou        | 17º                         | 11                          |
| 51º | Oslo 2010       | Sieneke                   | "Ik ben verliefd, Shalalie" Estou apaixonada, Shalalie         | Holandês              | Não se qualificou        | Não se qualificou        | 14º                         | 29                          |
| 52º | Düsseldorf 2011 | 3JS                       | "Never Alone" Nunca Só                                         | Inglês                | Não se qualificou        | Não se qualificou        | 19º                         | 13                          |
| 53º | Baku 2012       | Joan Franka               | "You and Me" Tu e Eu                                           | Inglês                | Não se qualificou        | Não se qualificou        | 15º                         | 35                          |
| 54º | Malmö 2013      | Anouk                     | "Birds" Pássaros                                               | Inglês                | 9º                       | 114                      | 6º                          | 75                          |
| 55º | Copenhaga 2014  | The Common Linnets        | "Calm After the Storm" Calma após a tempestade                 | Inglês                | 2º                       | 238                      | 1º                          | 150                         |
| 56º | Viena 2015      | Trijntje Oosterhuis       | "Walk Along" Longa caminhada                                   | Inglês                | Não se qualificou        | Não se qualificou        | 14º                         | 33                          |
| 57º | Estocolmo 2016  | Douwe Bob                 | "Slow Down" Acalmar                                            | Inglês                | 11º                      | 153                      | 5º                          | 197                         |
| 58º | Kiev 2017       | O'G3NE                    | "Lights and Shadows" Luzes e sombras                           | Inglês                | 11º                      | 150                      | 4º                          | 200                         |
| 59º | Lisboa 2018     | Waylon                    | "Outlaw In 'Em" Fora da lei por Si Mesmo                       | Inglês                | 18º                      | 121                      | 7º                          | 174                         |
| 60º | Tel Aviv 2019   | Duncan Laurence           | "Arcade" Arcada                                                | Inglês                | 1º                       | 498                      | 1º                          | 280                         |
|     | Roterdão 2020   | Jeangu Macrooy            | "Grow" Crescer                                                 | Inglês                | A edição não se realizou | A edição não se realizou | A edição não se realizou    | A edição não se realizou    |
| 61º | Roterdão 2021   | Jeangu Macrooy            | "Birth of a New Age" Nascimento de uma Nova Era                | Inglês & Sranan Tongo | 23º                      | 11                       | País anfitrião              | País anfitrião              |
| 62º | Turim 2022      | S10                       | "De Diepte" A profundeza                                       | Holandês              | 11º                      | 171                      | 2º                          | 221                         |
| 63º | Liverpool 2023  | Mia Nicolai & Dion Cooper | "Burning Daylight" A luz do dia ardente                        | Inglês                | Não se qualificou        | Não se qualificou        | 13º                         | 7                           |
| 64º | Malmö 2024      | Joost Klein               | "Europapa" Europai                                             | Holandês              | Desclassificado(a)       | Desclassificado(a)       | 2º                          | 182                         |
| 65º | Basileia 2025   | Claude                    | "C'est la vie" A vida é assim                                  | Francês & Inglês      | 12º                      | 175                      | 3º                          | 121                         |

Notas:
↑(a)  Apenas o vencedor foi revelado nessa edição.
↑(b)  O cantor foi desclassificado após ter agredido um membro da produção.
| Ano             | Artista                   | Canção                      | Final             | Final             | Final             | Final             | Final             | Final             | Semi            | Semi            | Semi            | Semi            | Semi           | Semi           |
| Ano             | Artista                   | Canção                      | Tlv.              | Pontos            | Júri              | Pontos            | Cl.               | Pontos            | Tlv.            | Pontos          | Júri            | Pontos          | Cl.            | Pontos         |
| --------------- | ------------------------- | --------------------------- | ----------------- | ----------------- | ----------------- | ----------------- | ----------------- | ----------------- | --------------- | --------------- | --------------- | --------------- | -------------- | -------------- |
| Moscovo 2009    | De Toppers                | "Shine"                     | Não se qualificou | Não se qualificou | Não se qualificou | Não se qualificou | Não se qualificou | Não se qualificou | Apenas televoto | Apenas televoto | Apenas televoto | Apenas televoto | 17º            | 11             |
| Oslo 2010       | Sieneke                   | "Ik ben verliefd, Shalalie" | Não se qualificou | Não se qualificou | Não se qualificou | Não se qualificou | Não se qualificou | Não se qualificou | 11º             | 49              | 14º             | 26              | 14º            | 29             |
| Düsseldorf 2011 | 3JS                       | "Never Alone"               | Não se qualificou | Não se qualificou | Não se qualificou | Não se qualificou | Não se qualificou | Não se qualificou | 19º             | 17              | 18º             | 22              | 19º            | 13             |
| Baku 2012       | Joan Franka               | "You and Me"                | Não se qualificou | Não se qualificou | Não se qualificou | Não se qualificou | Não se qualificou | Não se qualificou | 10º             | 51              | 16º             | 31              | 15º            | 35             |
| Malmö 2013      | Anouk                     | "Birds"                     | 11º               | 11.70             | 7º                | 9.05              | 9º                | 114               | 9º              | 7.94            | 6º              | 6.42            | 6º             | 75             |
| Copenhaga 2014  | The Common Linnets        | "Calm After the Storm"      | 2º                | 222               | 3º                | 200               | 2º                | 238               | 1º              | 147             | 1º              | 130             | 1º             | 150            |
| Viena 2015      | Trijntje Oosterhuis       | "Walk Along"                | Não se qualificou | Não se qualificou | Não se qualificou | Não se qualificou | Não se qualificou | Não se qualificou | 15º             | 23              | 5º              | 70              | 14º            | 33             |
| Estocolmo 2016  | Douwe Bob                 | "Slow Down"                 | 17º               | 39                | 11º               | 114               | 11º               | 153               | 5º              | 95              | 5º              | 102             | 5º             | 197            |
| Kiev 2017       | O'G3NE                    | "Lights and Shadows"        | 19º               | 15                | 5º                | 135               | 11º               | 150               | 9º              | 51              | 2º              | 149             | 4º             | 200            |
| Lisboa 2018     | Waylon                    | "Outlaw In 'Em"             | 19º               | 32                | 13º               | 89                | 18º               | 121               | 12º             | 47              | 4º              | 127             | 7º             | 174            |
| Tel Aviv 2019   | Duncan Laurence           | "Arcade"                    | 2º                | 261               | 3º                | 237               | 1º                | 498               | 2º              | 140             | 3º              | 140             | 1º             | 280            |
| Roterdão 2021   | Jeangu Macrooy            | "Birth of a New Age"        | 26º               | 0                 | 23º               | 11                | 23º               | 11                | País anfitrião  | País anfitrião  | País anfitrião  | País anfitrião  | País anfitrião | País anfitrião |
| Turim 2022      | S10                       | "De Diepte"                 | 14º               | 42                | 8º                | 129               | 11º               | 171               | 7º              | 79              | 2º              | 142             | 2º             | 221            |
| Liverpool 2023  | Mia Nicolai & Dion Cooper | "Burning Daylight"          | Não se qualificou | Não se qualificou | Não se qualificou | Não se qualificou | Não se qualificou | Não se qualificou | Apenas televoto | Apenas televoto | Apenas televoto | Apenas televoto | 13º            | 7              |
| Malmö 2024      | Joost Klein               | "Europapa"                  | Desclassificado   | Desclassificado   | Desclassificado   | Desclassificado   | Desclassificado   | Desclassificado   | Apenas televoto | Apenas televoto | Apenas televoto | Apenas televoto | 2º             | 182            |
| Basileia 2025   | Claude                    | "C'est la vie"              | 15º               | 42                | 5º                | 133               | 12º               | 175               | Apenas televoto | Apenas televoto | Apenas televoto | Apenas televoto | 3º             | 121            |

## A Eurovisão em solo holandês

### Apresentadores

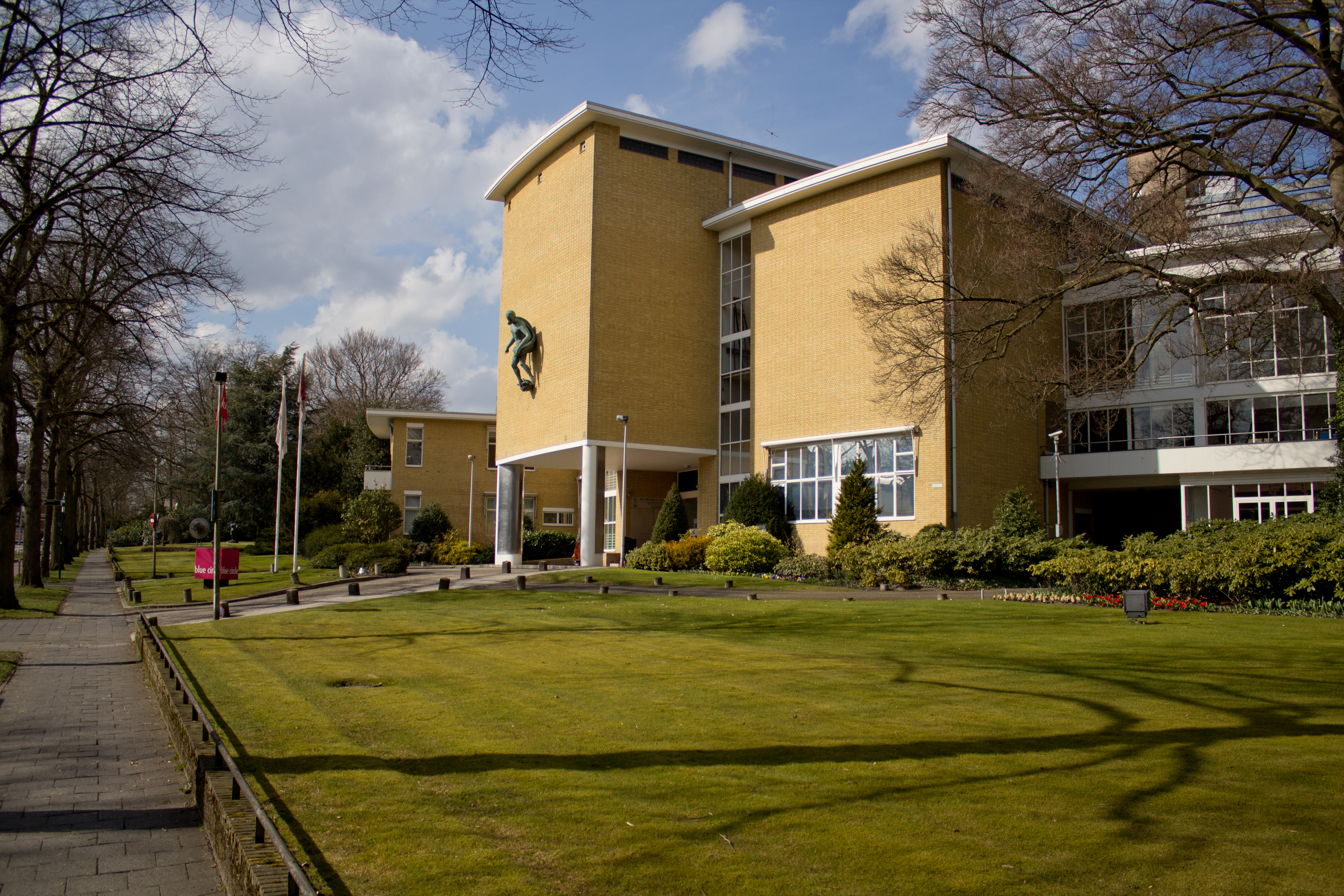
AVRO Studio em Hilversum, sede do Festival Eurovisão da Canção 1958
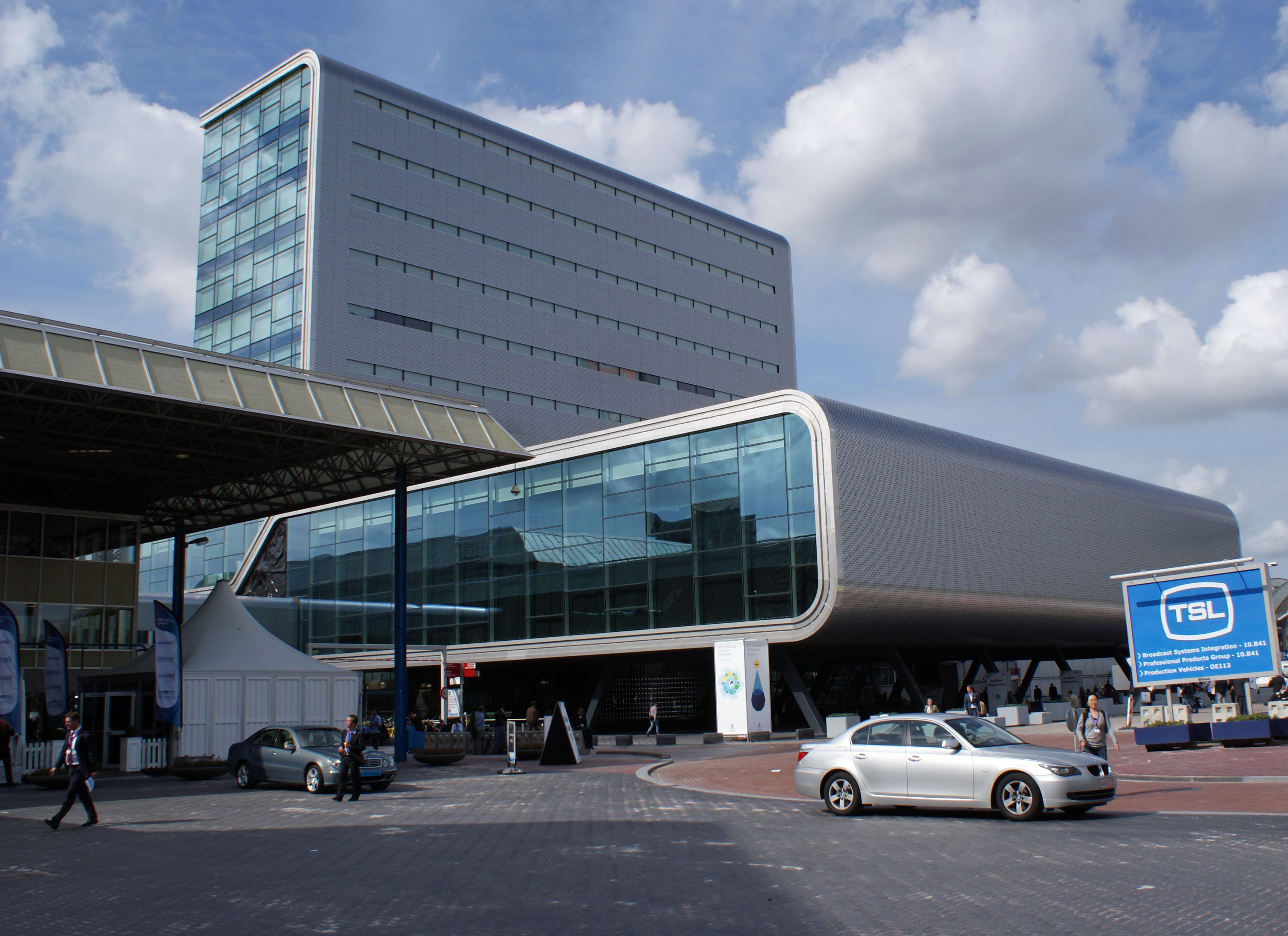
Congrescentrum em Amesterdão, sede do Festival Eurovisão da Canção 1970
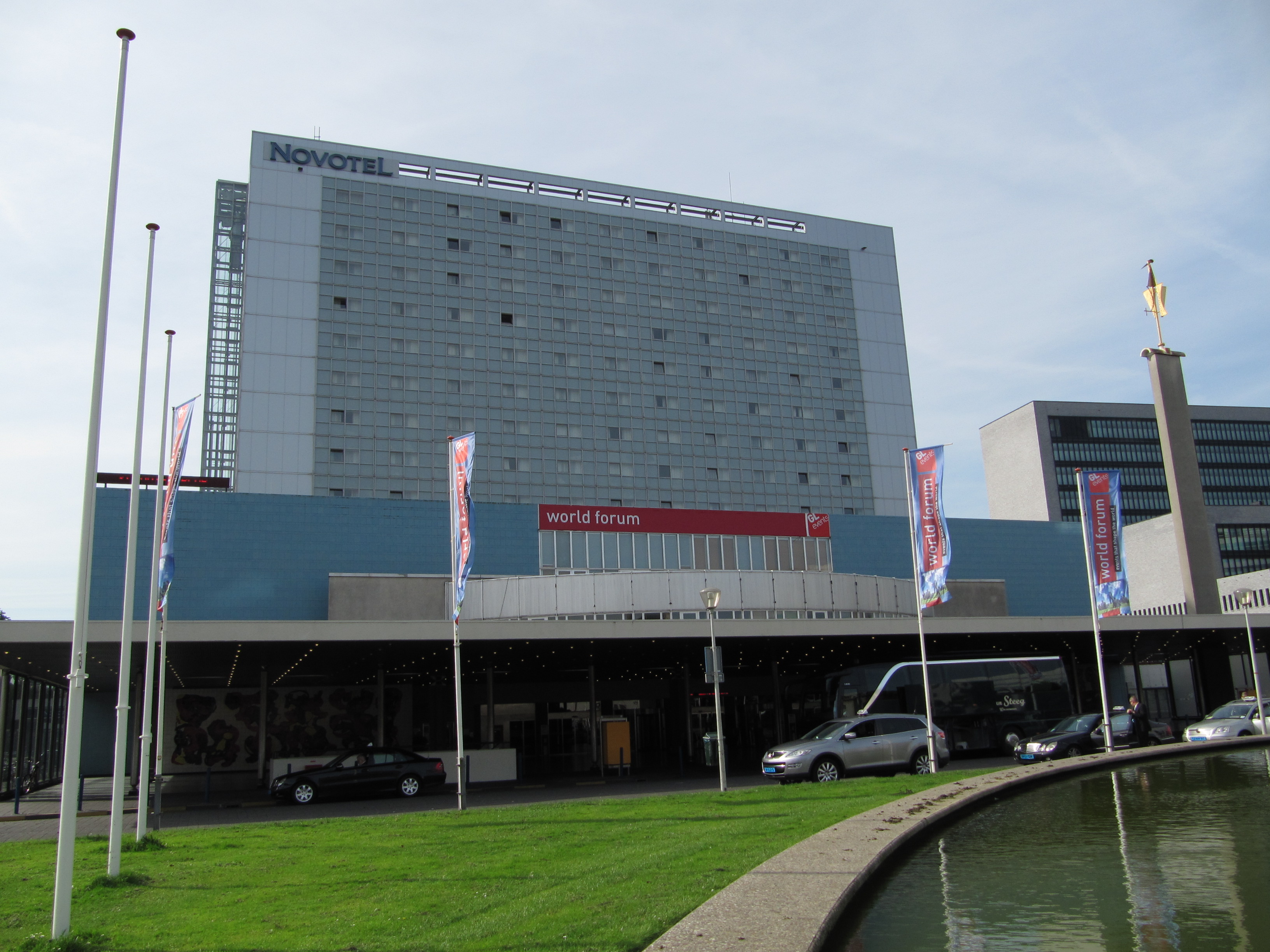
Congresgebouw em Haia, sede do Festival Eurovisão da Canção 1976 e Festival Eurovisão da Canção 1980

| Ano  | Local      | Local          | Apresentador(es)                                            |
| ---- | ---------- | -------------- | ----------------------------------------------------------- |
| 1958 | Hilversum  | AVRO Studio    | Hannie Lips                                                 |
| 1970 | Amesterdão | Congrescentrum | Willy Dobbe                                                 |
| 1976 | Haia       | Congresgebouw  | Corry Brokken                                               |
| 1980 | Haia       | Congresgebouw  | Marlous Fluitsma                                            |
| 2020 | Roterdão   | Ahoy Rotterdam | Chantal Janzen, Edsilia Rombley, Jan Smit e Nikkie de Jager |
| 2021 | Roterdão   | Ahoy Rotterdam | Chantal Janzen, Edsilia Rombley, Jan Smit e Nikkie de Jager |

### Eurovision in Concert
Eurovision in Concert começou em 2009 como um projeto para convidar alguns artistas para os Países Baixos, por ocasião da quinquagésima participação dos Países Baixos no Festival Eurovisão da Canção. É realizada todos os anos no período anterior à competição. Vários participantes do concurso do ano corrente fazem sua apresentação. Curiosamente, a representante holandesa de 2013 não esteve presente. O evento aconteceu naquele ano em Amesterdão, e um número recorde de 26 participantes participaram.
| Ano  | Cidade afintriã | Local        | Apresentador(es)                          |
| ---- | --------------- | ------------ | ----------------------------------------- |
| 2009 | Amesterdão      | Marcanti     | Marga Bult, Maggie MacNeal e Cornald Maas |
| 2010 | Westzaan        | Lexion Venue | Marga Bult e Cornald Maas                 |
| 2011 | Amesterdão      | Club Air     | Esther Hart, Cornald Maas e Sascha Korf   |
| 2012 | Amesterdão      | Melkweg      | Ruth Jacott e Cornald Maas                |
| 2013 | Amesterdão      | Melkweg      | Marlayne Sahupala e Linda Wagenmakers     |
| 2014 | Amesterdão      | Melkweg      | Sandra Reemer e Cornald Maas              |
| 2015 | Amesterdão      | Melkweg      | Edsilia Rombley e Cornald Maas            |
| 2016 | Amesterdão      | Melkweg      | Hera Björk e Cornald Maas                 |
| 2017 | Amesterdão      | Melkweg      | Selma Björnsdóttir e Cornald Maas         |

### Songfestival Sing Along
Em maio de 2015 foi feita uma homenagem aos 60 anos do Festival Eurovisão da Canção um singalong realizada no Ziggo Dome, onde se interpretou várias canções holandesas e participantes internacionais do passado. Interpretaram, entre outras, Edsilia Rombley, Ruth Jacott, Marlayne Sahupala, Lenny Kuhr, Johnny Logan, Brotherhood of Man, Alexander Rybak e Emmelie de Forest.

## Comentadores e porta-vozes
| Ano(s) | Comentador televisivo | Segundo comentador     | Porta-voz                                                  |
| ------ | --------------------- | ---------------------- | ---------------------------------------------------------- |
| 1956   | Piet te Nuyl          | Sem segundo comentador | —                                                          |
| 1957   | Piet te Nuyl          | Sem segundo comentador | Willem Duys                                                |
| 1958   | Siebe van der Zee     | Sem segundo comentador | Piet te Nuyl                                               |
| 1959   | Piet te Nuyl          | Sem segundo comentador | Siebe van der Zee                                          |
| 1960   | Piet te Nuyl          | Sem segundo comentador | Siebe van der Zee                                          |
| 1961   | Piet te Nuyl          | Sem segundo comentador | Siebe van der Zee                                          |
| 1962   | Willem Duys           | Sem segundo comentador | Ger Lugtenburg                                             |
| 1963   | Willem Duys           | Sem segundo comentador | Pim Jacobs                                                 |
| 1964   | Ageeth Scherphuis     | Sem segundo comentador | Pim Jacobs                                                 |
| 1965   | Teddy Scholten        | Sem segundo comentador | Pim Jacobs                                                 |
| 1966   | Teddy Scholten        | Sem segundo comentador | Pim Jacobs                                                 |
| 1967   | Leo Nelissen          | Sem segundo comentador | Ellen Blazer                                               |
| 1968   | Elles Berger          | Sem segundo comentador | Willem Duys                                                |
| 1969   | Pim Jacobs            | Sem segundo comentador | Leo Nelissen                                               |
| 1970   | Pim Jacobs            | Sem segundo comentador | Flip van der Schalie                                       |
| 1971   | Pim Jacobs            | Sem segundo comentador | Sem porta-voz                                              |
| 1972   | Pim Jacobs            | Sem segundo comentador | Sem porta-voz                                              |
| 1973   | Pim Jacobs            | Sem segundo comentador | Sem porta-voz                                              |
| 1974   | Willem Duys           | Sem segundo comentador | Dick van Bommel                                            |
| 1975   | Willem Duys           | Sem segundo comentador | Dick van Bommel                                            |
| 1976   | Willem Duys           | Sem segundo comentador | Dick van Bommel                                            |
| 1977   | Ati Dijckmeester      | Sem segundo comentador | Ralph Inbar                                                |
| 1978   | Willem Duys           | Sem segundo comentador | Dick van Bommel                                            |
| 1979   | Willem Duys           | Sem segundo comentador | Ivo Niehe                                                  |
| 1980   | Pim Jacobs            | Sem segundo comentador | Flip van der Schalie                                       |
| 1981   | Pim Jacobs            | Sem segundo comentador | Flip van der Schalie                                       |
| 1982   | Pim Jacobs            | Sem segundo comentador | Flip van der Schalie                                       |
| 1983   | Willem Duys           | Sem segundo comentador | Flip van der Schalie                                       |
| 1984   | Ivo Niehe             | Sem segundo comentador | Flip van der Schalie                                       |
| 1985   | Gerrit den Braber     | Sem segundo comentador | Não participou                                             |
| 1986   | Leo van der Goot      | Sem segundo comentador | Joop van Zijl                                              |
| 1987   | Willem van Beusekom   | Sem segundo comentador | Ralph Inbar                                                |
| 1988   | Willem van Beusekom   | Sem segundo comentador | Joop van Os                                                |
| 1989   | Willem van Beusekom   | Sem segundo comentador | Joop van Os                                                |
| 1990   | Willem van Beusekom   | Sem segundo comentador | Joop van Os                                                |
| 1991   | Sem transmissão       | Sem segundo comentador | Não participou                                             |
| 1992   | Willem van Beusekom   | Sem segundo comentador | Herman Slager                                              |
| 1993   | Willem van Beusekom   | Sem segundo comentador | Joop van Os                                                |
| 1994   | Willem van Beusekom   | Sem segundo comentador | Joop van Os                                                |
| 1995   | Paul de Leeuw         | Sem segundo comentador | Não participou                                             |
| 1996   | Willem van Beusekom   | Sem segundo comentador | Marga Bult                                                 |
| 1997   | Willem van Beusekom   | Sem segundo comentador | Corry Brokken                                              |
| 1998   | Willem van Beusekom   | Sem segundo comentador | Conny Vandenbos                                            |
| 1999   | Willem van Beusekom   | Sem segundo comentador | Edsilia Rombley                                            |
| 2000   | Willem van Beusekom   | Sem segundo comentador | Marlayne                                                   |
| 2001   | Willem van Beusekom   | Sem segundo comentador | Marlayne                                                   |
| 2002   | Willem van Beusekom   | Sem segundo comentador | Não participou                                             |
| 2003   | Willem van Beusekom   | Sem segundo comentador | Marlayne                                                   |
| 2004   | Willem van Beusekom   | Cornald Maas           | Esther Hart                                                |
| 2005   | Willem van Beusekom   | Cornald Maas           | Nancy Coolen                                               |
| 2006   | Cornald Maas          | Paul de Leeuw          | Paul de Leeuw                                              |
| 2007   | Cornald Maas          | Paul de Leeuw          | Paul de Leeuw e Edsilia Rombley                            |
| 2008   | Cornald Maas          | Sem segundo comentador | Esther Hart                                                |
| 2009   | Cornald Maas          | Sem segundo comentador | Yolanthe Sneijder-Cabau                                    |
| 2010   | Cornald Maas          | Daniël Dekker          | Yolanthe Sneijder-Cabau                                    |
| 2011   | Jan Smit              | Daniël Dekker          | Mandy Huydts                                               |
| 2012   | Jan Smit              | Daniël Dekker          | Viviënne van den Assem                                     |
| 2013   | Jan Smit              | Daniël Dekker          | Cornald Maas                                               |
| 2014   | Jan Smit              | Cornald Maas           | Tim Douwsma                                                |
| 2015   | Jan Smit              | Cornald Maas           | Edsilia Rombley                                            |
| 2016   | Jan Smit              | Cornald Maas           | Trijntje Oosterhuis e Douwe Bob (só na segunda semi-final) |
| 2017   | Jan Smit              | Cornald Maas           | Douwe Bob                                                  |

## Maestros
| Ano(s) | Maestro             |
| ------ | ------------------- |
| 1956   | Fernando Paggi      |
| 1957   | Dolf van der Linden |
| 1958   | Dolf van der Linden |
| 1959   | Dolf van der Linden |
| 1960   | Dolf van der Linden |
| 1961   | Dolf van der Linden |
| 1962   | Dolf van der Linden |
| 1963   | Eric Robinson       |
| 1964   | Dolf van der Linden |
| 1965   | Dolf van der Linden |
| 1966   | Dolf van der Linden |
| 1967   | Dolf van der Linden |
| 1968   | Dolf van der Linden |
| 1969   | Frans de Kok        |
| 1970   | Dolf van der Linden |
| 1971   | Dolf van der Linden |
| 1972   | Harry van Hoof      |
| 1973   | Harry van Hoof      |
| 1974   | Harry van Hoof      |
| 1975   | Harry van Hoof      |
| 1976   | Harry van Hoof      |
| 1977   | Harry van Hoof      |
| 1978   | Harry van Hoof      |
| 1979   | Harry van Hoof      |
| 1980   | Rogier van Otterloo |
| 1981   | Rogier van Otterloo |
| 1982   | Rogier van Otterloo |
| 1983   | Piet Souer          |
| 1984   | Rogier van Otterloo |
| 1985   | Não participou      |
| 1986   | Harry van Hoof      |
| 1987   | Rogier van Otterloo |
| 1988   | Harry van Hoof      |
| 1989   | Harry van Hoof      |
| 1990   | Harry van Hoof      |
| 1991   | Não participou      |
| 1992   | Harry van Hoof      |
| 1993   | Harry van Hoof      |
| 1994   | Harry van Hoof      |
| 1995   | Não participou      |
| 1996   | Harry van Hoof      |
| 1997   | Harry van Hoof      |
| 1998   | Harry van Hoof      |

### Maestros anfitriões
| Ano(s) | Maestro             |
| ------ | ------------------- |
| 1958   | Dolf van der Linden |
| 1970   | Dolf van der Linden |
| 1976   | Jan Stulen          |
| 1980   | Rogier van Otterloo |

## Historial de votação
| Países Baixos deu mais pontos a: | Países Baixos deu mais pontos a: | Países Baixos deu mais pontos a: |
| Rank                             | País                             | Pontos                           |
| -------------------------------- | -------------------------------- | -------------------------------- |
| 1                                | Bélgica                          | 229                              |
| 2                                | Suécia                           | 204                              |
| 3                                | Dinamarca                        | 179                              |
| 4                                | Irlanda                          | 172                              |
| 5                                | Israel                           | 170                              |

| Países Baixos recebeu mais pontos a: | Países Baixos recebeu mais pontos a: | Países Baixos recebeu mais pontos a: |
| Rank                                 | País                                 | Pontos                               |
| ------------------------------------ | ------------------------------------ | ------------------------------------ |
| 1                                    | Bélgica                              | 228                                  |
| 2                                    | França                               | 164                                  |
| 2                                    | Irlanda                              | 164                                  |
| 4                                    | Áustria                              | 157                                  |
| 5                                    | Alemanha                             | 150                                  |

## Prémios Marcel Bezençon
Prémio Artistico
Votado por anteriores vencedores
| Ano  | Artista     | Canção           | Resultado na final | Pontos | Anfitriã |
| ---- | ----------- | ---------------- | ------------------ | ------ | -------- |
| 2003 | Esther Hart | "One More Night" | 13º                | 45     | Riga     |

Votado pelos comentadores
| Ano  | Artista            | Canção                 | Resultado na final | Pontos | Anfitriã  |
| ---- | ------------------ | ---------------------- | ------------------ | ------ | --------- |
| 2014 | The Common Linnets | "Calm After the Storm" | 2º                 | 238    | Copenhaga |

Prémio Compositor
| Ano  | Canção                 | Compositor(es) Letra (l) / Música (m)                                | Artista            | Resultado na final | Pontos | Anfitriã  |
| ---- | ---------------------- | -------------------------------------------------------------------- | ------------------ | ------------------ | ------ | --------- |
| 2014 | "Calm After the Storm" | Ilse DeLange, JB Meijers, Rob Crosby, Matthew Crosby, Jake Etheridge | The Common Linnets | 2º                 | 238    | Copenhaga |